# Las Minas (distrito)
Las Minas é um distrito da província de Herrera, Panamá. Possui uma área de 436,70 km² e uma população de 7.945 habitantes (censo 2000), perfazendo uma densidade demográfica de 18,19 hab./km². Sua capital é a cidade de Las Minas.